# Déficit en carnitine palmitoyltransférase II
Le déficit en carnitine palmitoyltransférase II est une maladie de l'oxydation des acides gras à longues chaînes, décrit en 1973. Trois formes de cette maladie existent :
- forme létale néonatale et  la forme infantile avec manifestations musculaires et hépatiques graves: insuffisance hépatique avec hypoglycémie sans cétose, cardiomyopathie, convulsions, et décès ;
- formes myopathiques à l'âge adulte avec douleurs et faiblesses musculaires s'accompagnant de myoglobinurie lors des efforts.

Le diagnostic se fait principalement par la mise en évidence d'une activité réduite enzymatique de la carnitine palmitoyltransférase II dans la cellule musculaire ou la culture de fibroblastes de la peau. Le diagnostic par recherche de la mutation n'est pas toujours possible en raison du nombre important de mutations mises en évidence surtout dans les formes létales. Chaque famille atteinte a généralement une mutation spécifique. 

## Sources
- (fr) Orphanet
- (en) Thomas Wieser, Carnitine Palmitoyltransferase II Deficiency In: GeneReviews at GeneTests: Medical Genetics Information Resource (database online). Copyright, University of Washington, Seattle. 1997-2005.